# Erckmann-Chatrian

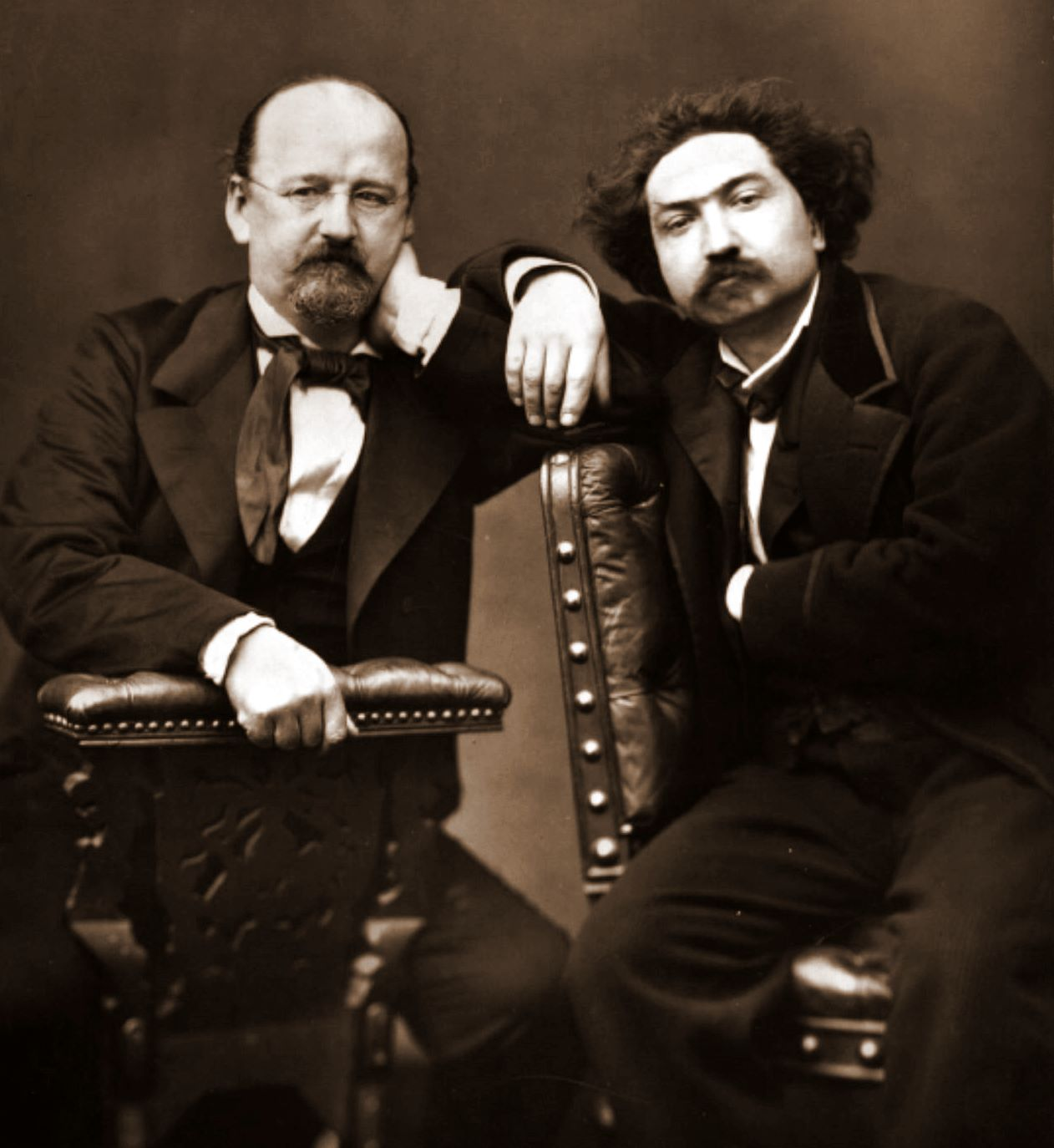
Émile Erckmann och Alexandre Chatrian.

Erckmann-Chatrian var en gemensam pseudonym för de franska författarna Émile Erckmann (1822-1899) och Alexandre Chatrian (1826-1890).
Efter ett tiotals års novellistisk verksamhet i pressen slog de 1859 igenom med romanen L'illustre docteur Mathéus och utgav därpå dels de tidigare novellerna Contes de la Montange (1860) och Contes fantastiques (samma år), alla med ämnen från hemorten Alsace och av samtidens kritik allmänt betraktade som Hoffmannsefterapningar. Erckmann-Chatrian skrev även elsassiska byhistorier i George Sands stil. Romandiktningen återupptogs med Madame Thérèse (1863), L'ami Fritz (1864), Historie d'un conscrit de 1813 (1864), L'invasion (1865), samt Waterloo, suite du conscrit de 1813 (1865). De båda senare utgjorde tillsammans med Madame Thérèse början på en serie "Romans nationaux" som fortsattes ända till 1889. Erckmann och Chatrian utgör ett ovanligt exempel på ett gruppförfattarskap. De publicerade inga egna romaner. Romanerna, som utmärks av en klar form och effektfull handling, ofta förlagd till franska revolutionen och första kejsardömet, röjer genomgående en antiimperialistisk tendens, som efter 1871 tog sig uttryck i antigermanism. Flera av deras romaner är översatta till svenska.